# Attentat du Crocus City Hall
L'attentat du Crocus City Hall est une attaque terroriste islamiste perpétrée le 22 mars 2024 dans la salle de concert du Crocus City Hall à Krasnogorsk dans la banlieue de Moscou, en Russie.
Alors que le groupe de musique Piknik devait se produire à guichets fermés, quatre hommes armés ouvrent le feu sur la foule avant de déclencher un incendie.
L'attaque est revendiquée par l'État islamique au Khorassan via leur agence de presse Amaq. Elle fait au moins 149 morts et 551 blessés selon le bilan publié le 30 mars.

## Contexte
Le 8 mars 2024, tout juste deux semaines avant l'attaque, l'ambassade américaine à Moscou met en garde les autorités russes contre des projets extrémistes visant à cibler de grands rassemblements à Moscou. Le 19 mars, soit le mardi précédant l'attaque, le président Poutine s'adressant à la direction du FSB balaie ces avertissements : « les déclarations provocantes récentes d'un certain nombre de responsables occidentaux sur de possibles attaques terroristes en Russie » ne sont que « purs chantages ».
Du 15 au 17 mars, en fin de la semaine précédant l'attentat, se déroule l'élection présidentielle russe de 2024, lors de laquelle Vladimir Poutine est sans surprise réélu dès le premier tour, les résultats officiels lui donnant plus de 88 % des suffrages exprimés. Cette réélection est cependant contestée par l'opposition russe et la presse internationale, qui dénoncent une fraude massive.
La guerre russo-ukrainienne, en cours depuis 2014 et qui prend un nouveau tournant lors de l'invasion de l'Ukraine par la Russie le 24 février 2022, se poursuit par ailleurs.

## Déroulement

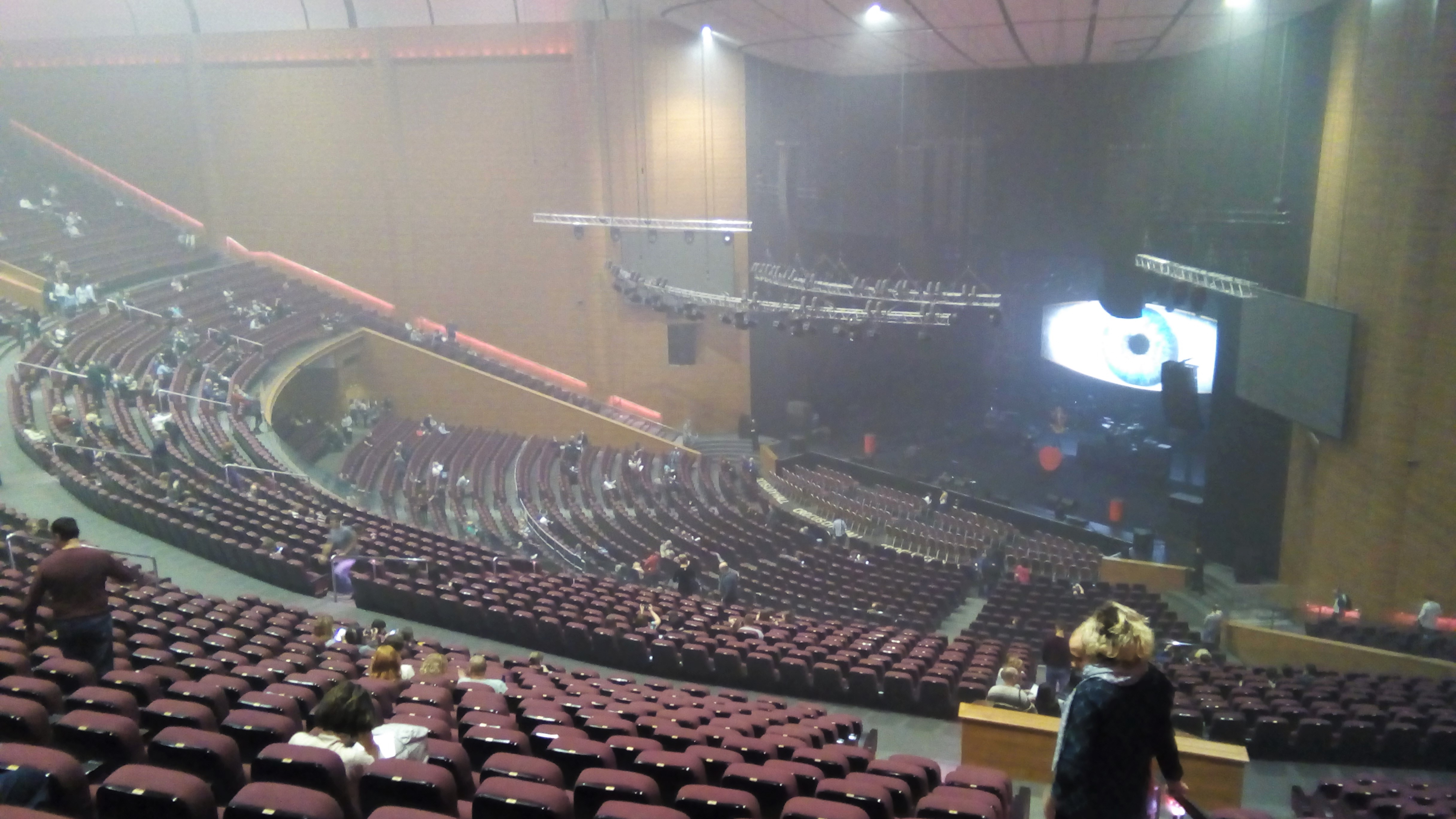
L'amphithéâtre du Crocus City Hall en 2019.

L'attaque débute quelques minutes avant le début d'un concert que doit donner le groupe de rock Piknik, au Crocus City Hall, à Krasnogorsk, en périphérie de Moscou, alors que les spectateurs prennent place dans l'amphithéâtre. La manifestation a lieu à guichets fermés, dans cette salle de concert Muslim Magomayev, du nom d'un grand chanteur soviétique d'origine azerbaïdjanaise, disposant de 6 200 places. Quatre hommes armés font alors irruption et ouvrent le feu sur les spectateurs.

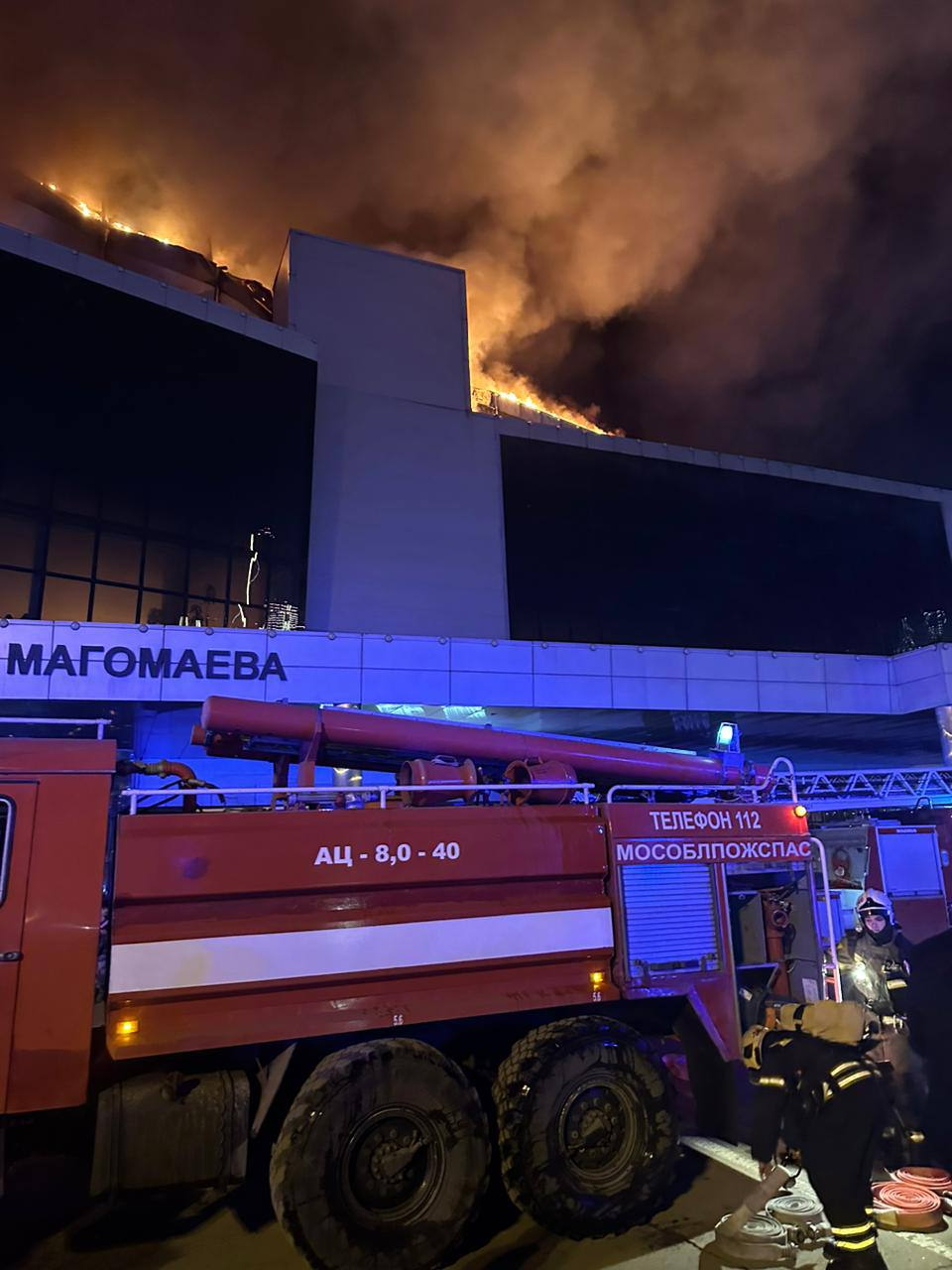
Le Crocus City Hall en feu.

Selon un journaliste de l'agence RIA Novosti, au moins trois personnes en tenue de camouflage font irruption dans le parterre et tirent à l'arme automatique. Elles lancent ensuite un engin incendiaire (potentiellement un cocktail Molotov), qui déclenche un incendie,,.
Un témoin rapporte au média Meduza : « Nous attendions le début du concert du groupe Piknik et la salle a été prise d'assaut par – je-ne-sais-pas-qui – des terroristes, des militaires… Ils portaient des vêtements bruns. Ils ont commencé à tirer sur les gens avec des fusils automatiques. Tout le monde s'est mis à courir. Il y a eu une terrible bousculade. Tout le monde paniquait, s'allongeait sur le sol, s'écrasait les uns les autres. En ce moment, le Crocus derrière moi est en feu. Il a été incendié. »
L'évacuation des survivants les plus grièvement blessés est effectuée par des hélicoptères médicalisés, et 70 équipes d'ambulances auraient été dépêchées. Les pompiers interviennent pour maîtriser l'incendie. Un nombre indéterminé de personnes fuient par la scène vers le parking, tandis que d'autres s'en vont vers le toit. Les autorités déclarent le soir même qu'une centaine de personnes environ ont été évacuées par les sous-sols. Plus tard, on apprend qu'un adolescent kirghiz de 15 ans, Islam Khalilov, travaillant à temps partiel comme employé au vestiaire du Crocus City Hall, voit un groupe de spectateurs s'enfuir dans une impasse et les rattrape pour les guider vers une issue de secours en passant par une zone qui sert habituellement aux expositions et par des sous-sols. Il a ainsi mis en sécurité une centaine de personnes,,,,.

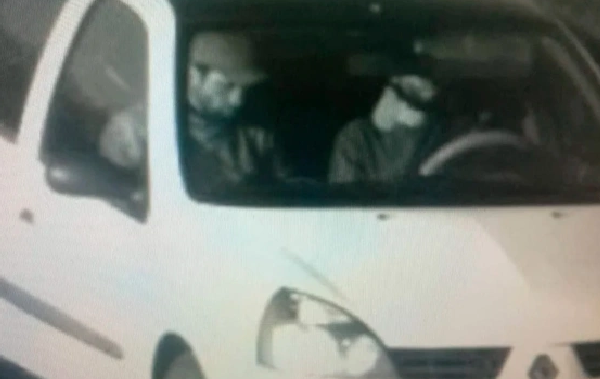
Les auteurs présumés de l'attentat.

Les forces de l'ordre russes déclenchent immédiatement une chasse à l'homme et déclarent que la Garde nationale russe est envoyée « à la recherche » des assaillants,, et que ceux-ci auraient pu s'échapper à l'aide d'une voiture blanche, une Renault Symbol.
Le soir même, les musiciens de Piknik publient sur VKontakte un message mentionnant qu'eux et leur direction sont « vivants et en sécurité », mais ils déclarent ensuite qu'ils n'ont pas pu contacter l'un des membres du groupe sans préciser lequel. Le 23 mars, l'un des membres du groupe n'est toujours pas joignable. Selon une déclaration faite à l'agence de presse RIA Novosti le 24 mars par le directeur du groupe, Youri Tchernichevski, la directrice-adjointe du groupe, Iekaterina Kouchner, est décédée dans l'attaque terroriste.
Selon l'agence Tass ce sont au total plus de 5 000 personnes qui ont été évacuées du bâtiment en feu. La recherche des corps de victimes dans les décombres se poursuit jusque dans la soirée du 26 mars. Parmi elles, des personnes venues de différentes régions de Russie et de toutes les générations, y compris des enfants.

## Enquête
Au 23 mars, onze personnes sont arrêtées dont les quatre assaillants présumés de la voiture blanche qui sont capturés à 140 kilomètres de la frontière ukrainienne dans l'oblast de Briansk, à environ 340 kilomètres au sud-ouest de Moscou, dans la soirée du 22 mars. Cependant, à cette date, ils ne sont pas encore identifiés. Selon le FSB, les suspects prévoient de franchir la frontière entre la Russie et l'Ukraine ; les forces de sécurité russes se coordonnent avec celles de Biélorussie pour les en empêcher. Le comité d'enquête de la fédération de Russie lance une enquête concernant la piste terroriste de l'attaque.

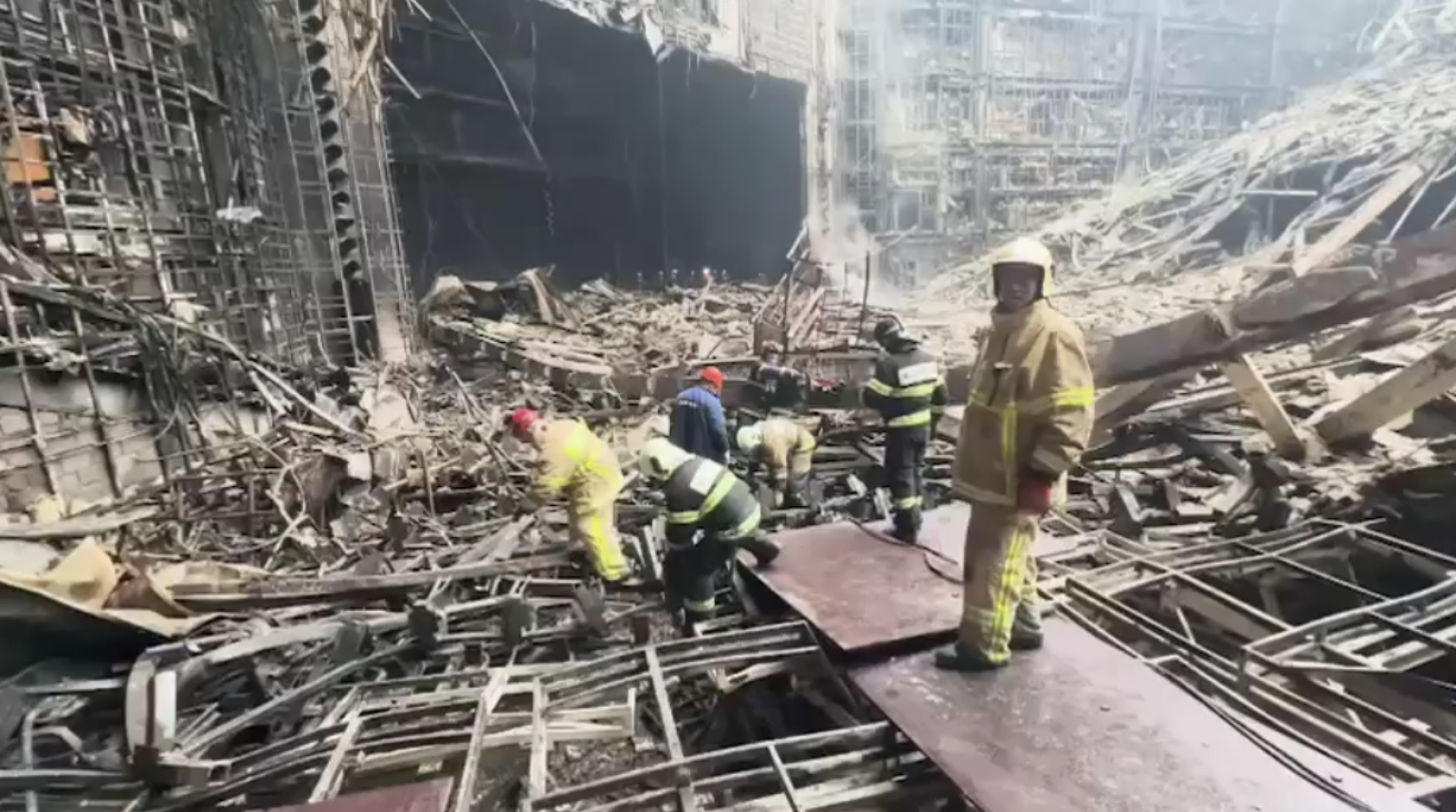
L'amphithéâtre après l'attaque.

Le député à la Douma d'État Alexandre Khinchteïn (en) déclare la découverte de passeports tadjiks dans le véhicule des individus détenus et la chaîne Telegram russe Baza a identifié les quatre assaillants comme étant des citoyens du Tadjikistan. Le ministère de l'Intérieur du Tadjikistan nie l'implication de trois des citoyens cités, affirmant que les personnes nommées par les autorités russes sont retournées au Tadjikistan des mois plus tôt et y travaillent,.
Les autorités déclarent plus tard qu'aucun des assaillants n'est citoyen russe.
Une courte vidéo sur Telegram montrerait l'un des suspects, Saïdakrami Mourodali Ratchabalizoda, 30 ans, torturé par des agents du FSB, qui lui auraient coupé l'oreille et l'auraient forcé à la manger. Dans une autre vidéo d'interrogatoire publiée par les médias d'État russes, un suspect de 25 ans identifié comme Chamsidine Faridouni a déclaré avoir participé à l'attaque en échange d'un million de roubles (10 800 dollars), dont il aurait prétendu avoir déjà reçu la moitié par transfert de carte bancaire de la part d'individus qui l'ont contacté sur Telegram et dont il ignore l'identité. Un suspect aurait été tué dans le Crocus City Hall, tandis qu'un autre l'a été dans l'oblast de Briansk.
Le 24 mars au soir, les assaillants présumés sont présentés au tribunal du district de Basmanny à Moscou et inculpés du chef d'actes terroristes. Ils encourent la prison à perpétuité. Ils seraient citoyens du Kirghizistan et leur identité est donnée pour être : Dalerdjon Mirzoyev, 32 ans, chef des assaillants selon la presse russe, marié et père de quatre enfants, ancien chauffeur de taxi ; Saidakrami Rachabalizoda, chômeur et marié, père d'un enfant, présenté avec un épais pansement de l'oreille droite, accréditant la thèse que son oreille aurait été coupée durant son interrogatoire ; Faridouni Chamsidine, 25 ans, parlant mal le russe, celui qui aurait reconnu avoir reçu de l'argent ; Muhammadsobir Faïssov, 19 ans, célibataire sans enfant, ancien coiffeur dans un salon d'Ivanovo, une ville à 250 km au nord-est de Moscou. Avant l'audience qui s'est déroulée à huis clos, la presse est admise à les voir alors qu'ils sont à l'intérieur d'une cage de verre. Tous sont porteurs de traces de coups et blessures (tuméfactions du visage, épais bandage, sutures chirurgicales). Muhammadsobir Faïssov a même paru dans un fauteuil roulant habillé d'une blouse d'hôpital, semblant inconscient, les yeux fermés sans répondre à aucune question, peut-être dans le coma. Dmitri Peskov, porte-parole du Kremlin, n'a pas répondu aux journalistes sur les éventuels actes de tortures commis à l'encontre des inculpés, déclarant : « Je laisserai cette question sans réponse ». Depuis ce 24 mars, les inculpés sont placés en détention provisoire jusqu'au 22 mai, une durée qui pourra être prolongée dans l'attente de leur procès dont la date n'a pas encore été fixée. Le secrétaire exécutif de la Commission de surveillance publique (ru) de Moscou, Alexeï Melnikov, fait savoir qu'ils s'exposent à des conditions de détention particulièrement difficiles : « Jusqu'à la fin de leur vie, ils seront dans ce qu'on appelle cercueil (une chambre de 4 à 6 m2), contraints de se déplacer uniquement en position courbée avec les mains derrière le dos. »
Le 25 mars, trois autres hommes arrêtés car suspectés d'avoir pris part à l'attentat sont placés en détention provisoire. Les images des inculpés transmises par la presse poussent Marie Struthers (en), directrice du programme Europe de l'Est et Asie centrale d'Amnesty International, à faire la déclaration suivante : « […] Alors que l'on apprend peu à peu les détails glaçants de cette tuerie, les autorités russes et les médias ont relayé des images très inquiétantes, et semble-t-il crédibles, d'actes de torture infligés aux suspects. Loin de servir l'obligation de rendre des comptes pour les victimes, la torture et les peines ou traitements cruels, inhumains ou dégradants ne font que ternir et entraver le chemin de la vérité et de la justice. Le droit de ne pas être soumis à la torture et à d'autres mauvais traitements est absolu et ne souffre aucune exception […] ».
Le 26 mars, le tribunal moscovite annonce sur Telegram l'incarcération en détention provisoire d'un huitième suspect ; les autorités judiciaires ne détaillent pas le ou les chefs d'inculpation. Selon elles, il est originaire du Kirghizistan. L'agence Interfax indique qu'il a 31 ans et est de nationalité russe. Plus tard, on apprend qu'il s'agit d'Alisher Kasimov, entrepreneur russe d'origine kirghize, mais il affirme n'avoir loué qu'un appartement via Avito (en), célèbre plateforme russe de petites annonces, ignorant les intentions terroristes de ses locataires, selon Interfax.
Le 28 mars, après les assaillants, les propriétaires des véhicules et le loueur de leur appartement aux terroristes, la commission d'enquête russe annonce l'arrestation d'un neuvième suspect, son inculpation et sa mise en détention provisoire, sans en préciser l'identité. Selon elle, il est lié au financement de l'opération, que la commission lie toujours à l'Ukraine « le travail avec les terroristes détenus, l'examen des dispositifs techniques saisis sur eux et l'analyse des informations sur les transactions financières ont permis d'obtenir des preuves de leurs liens avec les nationalistes ukrainiens » relate Telegram. Selon cette commission chargée des investigations criminelles complexes, les quatre terroristes ont reçu d'« importantes sommes d'argent et des cryptomonnaies en provenance d'Ukraine, qui ont été utilisées pour la préparation de ce crime ». Mais l'Ukraine et les Occidentaux rejettent ces allégations, qualifiées de « propagande absurde » par Washington. « Kiev et ses alliés démentent toute implication dans cette tuerie et estiment que le Kremlin, en plein conflit armé contre l'Ukraine, cherche à rejeter la faute sur cette dernière pour des raisons politiques. »
Le 29 mars, l'agence Reuters rapporte que le comité d'État pour la sécurité nationale du Tadjikistan a arrêté cette semaine-là neuf personnes soupçonnées d'avoir des liens avec les suspects de la fusillade ainsi qu'avec le groupe État islamique au Khorassan.
Le 1er avril, le FSB annonce que quatre personnes arrêtées la veille, le 31 mars au Daghestan sont liées à l'attentat. Elles s'apprêtaient d'ailleurs à commettre un attentat à Kaspiisk. Toujours selon le FSB, elles seraient « directement impliquées dans le financement et la fourniture de moyens terroristes aux auteurs de l'attentat commis le 22 mars 2024 ». Le service de presse des tribunaux de Moscou indique qu'un dixième suspect, parmi les douze personnes interpellées, a été placé en détention provisoire. C'est Iakoubdjoni Ioussoufzody, originaire du Tadjikistan, accusé de terrorisme et « d'avoir transféré de l'argent à un complice » quelques jours avant l'attaque afin « d'assurer l'hébergement des terroristes ».

## Bilan

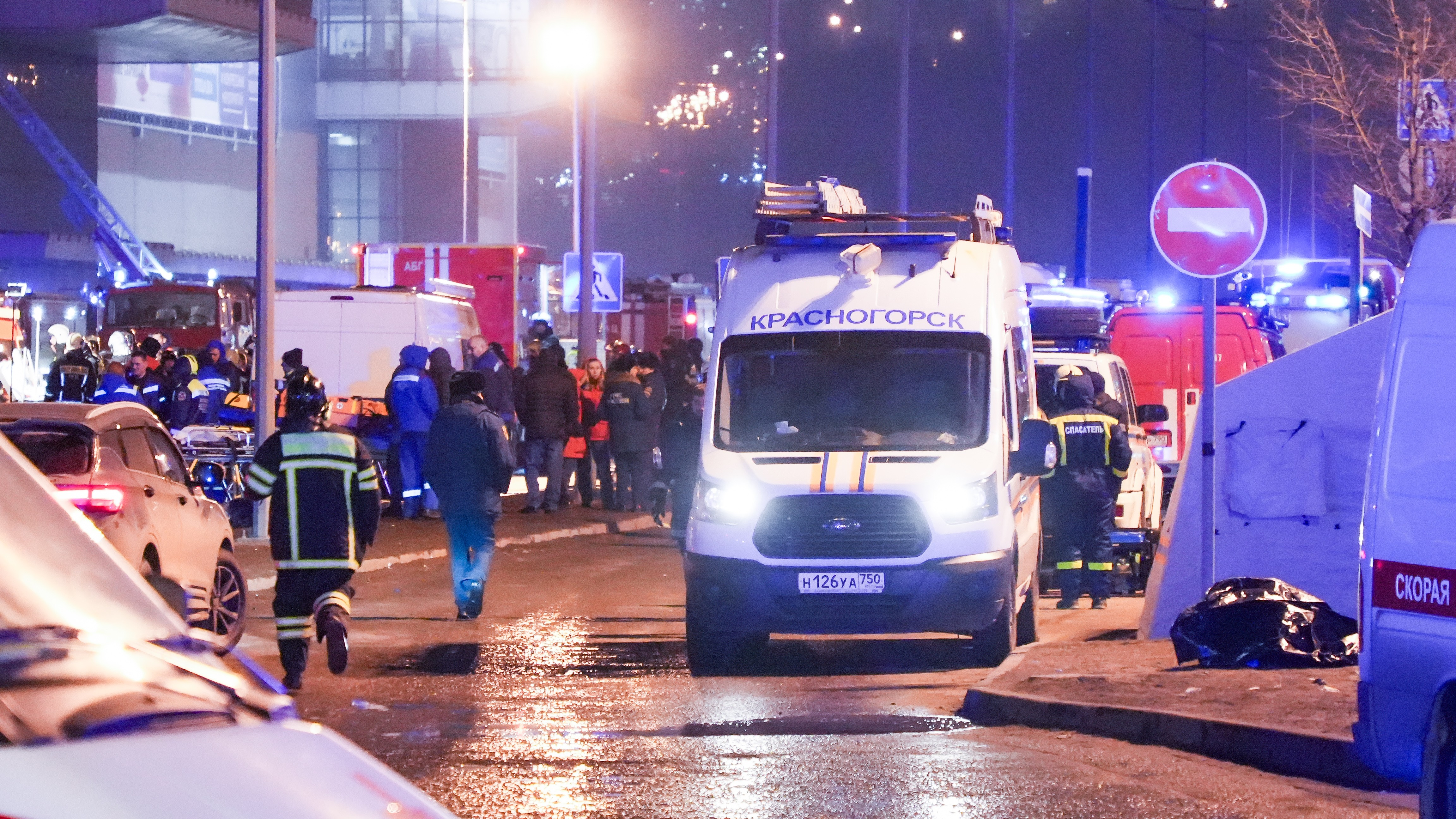
Secours durant l'attaque terroriste du Crocus City Hall.

Le 22 mars vers 22 heures, le FSB annonce un premier bilan d'au moins 40 morts et 100 blessés.
Le 23 mars, vers 2 heures du matin, un deuxième bilan annonce 60 morts et 130 blessés.

À 11 heures, le bilan s'alourdit à 115 morts. Plus tard dans la matinée, le directeur du FSB, Alexandre Bortnikov, a informé Vladimir Poutine de l'arrestation de onze personnes, dont les quatre terroristes directement impliqués dans l'attentat.

À 15 h 20, lors d'une conférence de presse relatée par Interfax, le ministre de la santé russe, Mikhaïl Mourachko annonce 107 personnes présentes dans des établissements médicaux dont 16 personnes en état extrêmement grave, 4 enfants sont actuellement hospitalisés.
Au matin du 24 mars, le bilan s'élève à au moins 133 morts et 152 blessés. Dans l'après-midi, il monte à 137 morts (dont 3 enfants) et 180 blessés.
Le 25 mars au matin, il atteint 144 morts et 285 blessés.

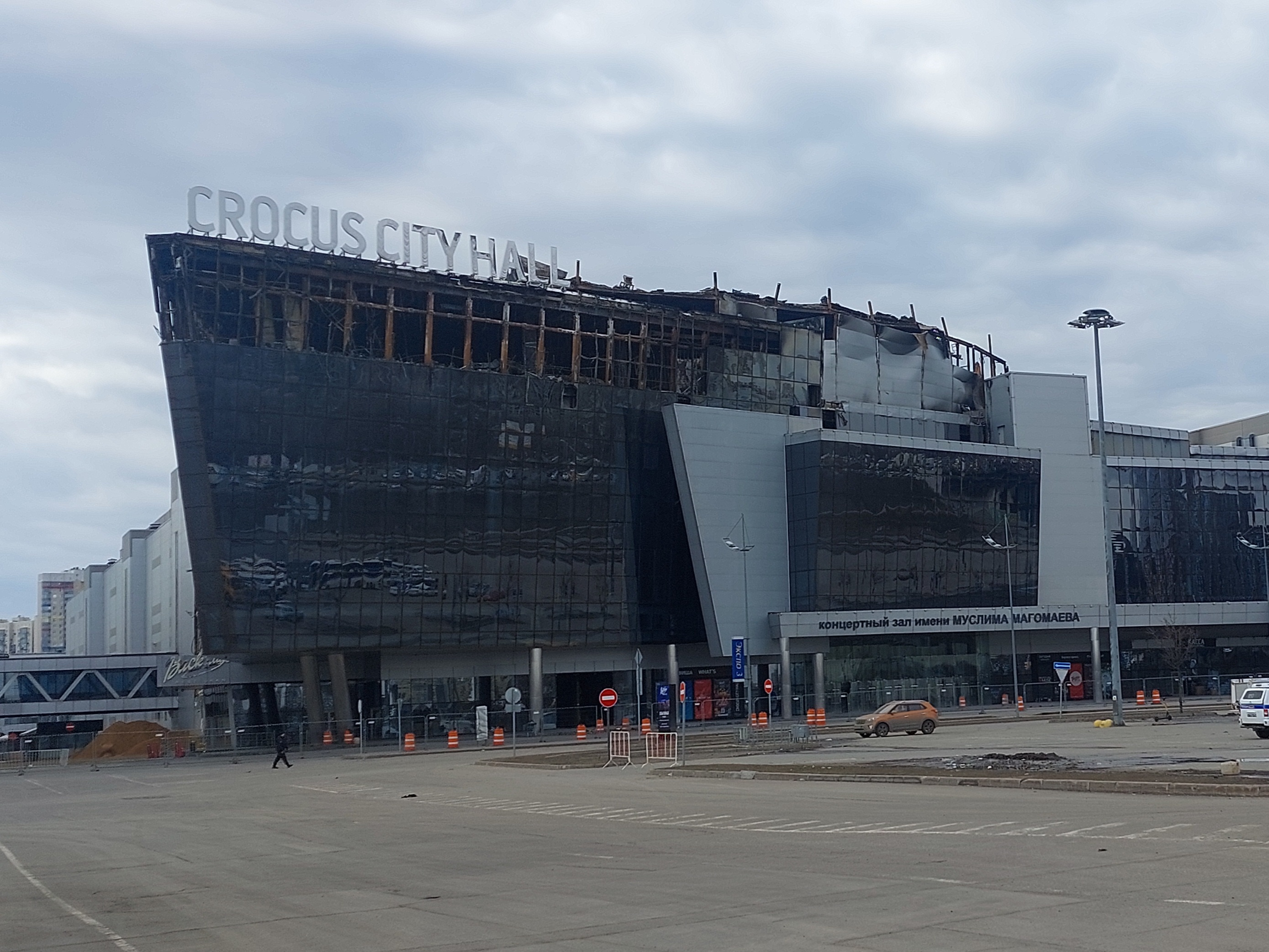
Façade du Crocus City Hal après l'attaque.

Le 26 mars au matin, le bilan publié par les autorités est révisé à 139 morts et 182 blessés.
Le 28 mars, la publication d'un nouveau bilan fait état de 143 morts et 360 blessés. Le colonel Timour Miasnikov des forces spéciales du GRU est au nombre des décédés. Militaire ayant participé à la guerre civile du Tadjikistan, à la prise de l'aéroport de Pristina et à l'invasion de l'Ukraine, il était en permission au moment de l'attentat et a contribué à mettre sa femme et son fils à l'abri avant d'être mortellement touché par trois balles.
Le 29 mars, dans l'après-midi, le bilan remonte à 144 morts et 382 blessés.
Le 30 mars au matin, le bilan passe à 144 morts (dont 5 enfants) et 551 blessés (dont 15 enfants).
Le 3 avril au matin, le bilan s'alourdit à 145 morts à la suite du décès d'un sixième enfant.  

## Revendication
L'attentat est revendiqué sur Telegram le soir même par l'État islamique,, qui indique que « l'attaque s'inscrit dans le contexte habituel de la guerre faisant rage » entre le groupe et « les pays combattant l'islam »,,.
Dans son communiqué, l'État islamique affirme : « Les combattants de l'État islamique ont attaqué un grand rassemblement de chrétiens dans la ville de Krasnogorsk, à la périphérie de Moscou, tuant et blessant des centaines de personnes et causant de grandes destructions avant de se retirer en toute sécurité »,,.
Des responsables du renseignement américain confirment peu après qu'il s'agit de la branche État islamique au Khorassan, basée en Afghanistan,.
Le lendemain de l'attaque, le groupe djihadiste affirme que « l'attaque a été menée par quatre combattants de l'EI armés de mitrailleuses, d'un pistolet, de couteaux et de bombes incendiaires ». L'agence Amaq diffuse également une vidéo montrant les assaillants aux visages floutés et aux voix brouillées, au moment de l'attaque dans le hall. D'une durée d'une minute et 31 secondes, la vidéo montre les djihadistes en train de tirer plusieurs rafales, avec de nombreux corps inertes au sol et un début d'incendie en arrière-plan. La vidéo montre également un des assaillants égorger un blessé au sol.
Le 29 mars, l'État islamique fournit de nouveaux détails sur l'attentat dans le 436e numéro de son webzine Al-Naba (en). Il affirme notamment que « les inghimasiyyine étaient équipés d'une grande quantité de munitions dans le but d'éliminer le plus grand nombre de personnes et de livrer bataille aux forces ennemies qui se précipiteraient sur place ; mais le dysfonctionnement soudain de certaines de leurs armes les a poussés à quitter les lieux en toute hâte ».
Le 24 mai 2024, la Russie reconnaît pour la première fois la responsabilité de l'État islamique dans l'attentat. Le directeur du FSB, Alexandre Bortnikov, déclare alors : « Au cours de l’enquête […], il a été établi que les préparatifs, le financement, l’attaque et le retrait des terroristes ont été coordonnés via internet par des membres du groupe Province de Khorassan ».

## Complotisme
L'attentat fait naître de nombreuses théories sur Internet et dans la sphère politique : les pro-Poutine accusent l'Ukraine ainsi que Israël d'avoir commis cet attentat ; des pro-Ukrainiens, avant la revendication de l'État islamique, accusent le président russe de l'avoir monté. Ces allégations sont fortement critiquées par la presse qui parle de rumeurs ou informations infondées sur le sujet.

## Réactions

### En Russie

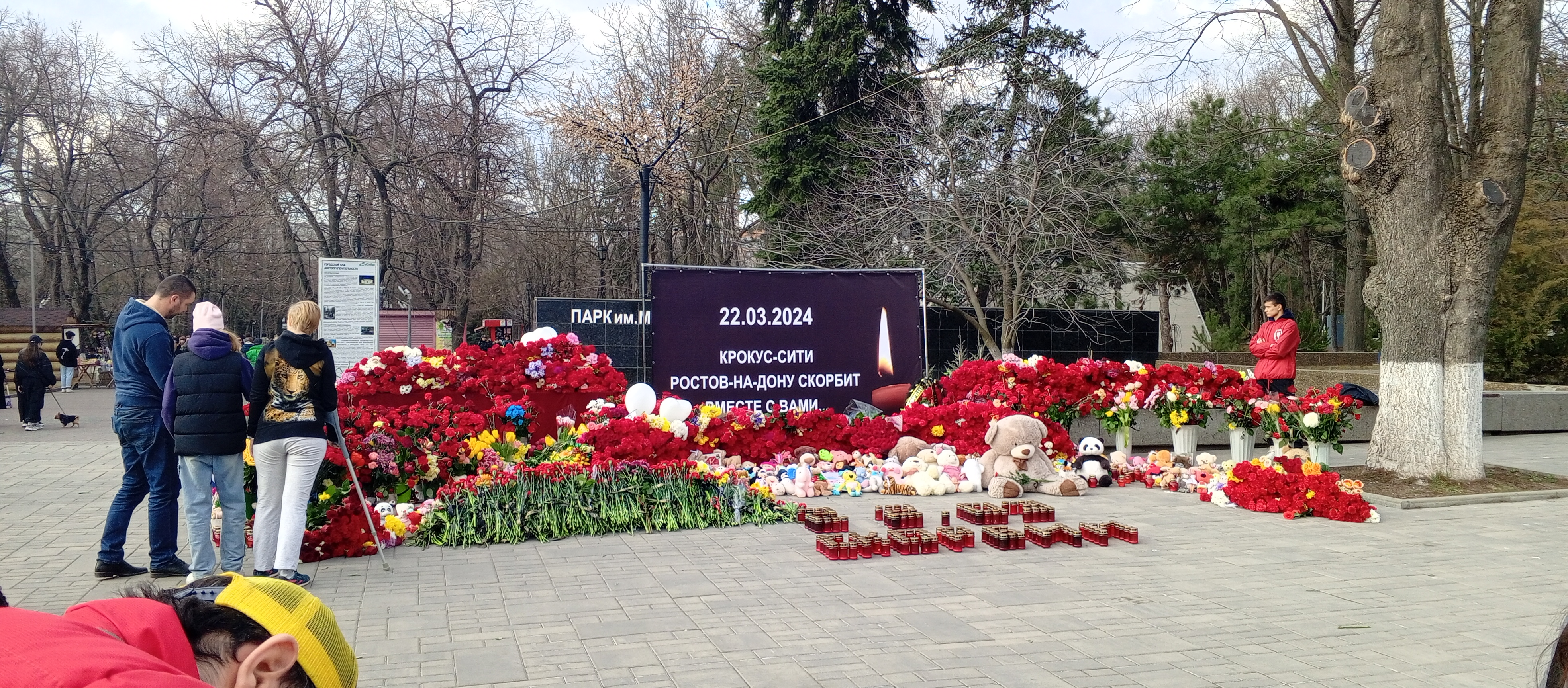
Recueillement à Volgograd en mémoire des victimes, 24 mars 2024.

Dans la soirée du 22 mars, l'attaque a été qualifiée de « terrible tragédie » par le maire de Moscou Sergueï Sobianine. La porte-parole du ministère des Affaires étrangères, Maria Zakharova, qualifie l'attaque de « crime monstrueux » et demande à la communauté internationale de la condamner. Le dirigeant tchétchène Ramzan Kadyrov a publie une déclaration condamnant l'attaque : « Je condamne fermement de tels actes de violence, de brutalité et d'imprudence contre les civils ».
Le 23 mars en début d'après-midi, Vladimir Poutine s'exprime pour la première fois depuis cet attentat, dans une intervention télévisée, et annonce que quatre personnes directement impliquées dans l'attaque ont été arrêtées. Il ne fait aucune mention de l'État islamique, mais laisse entendre que « les quatre auteurs » pourraient être liés à l'Ukraine, en affirmant, sans en fournir de preuve, qu'« ils se dirigeaient vers l'Ukraine où, selon des données préliminaires, une fenêtre avait été préparée pour qu'ils franchissent la frontière ». Il annonce aussi une journée de deuil national le 24 mars,.

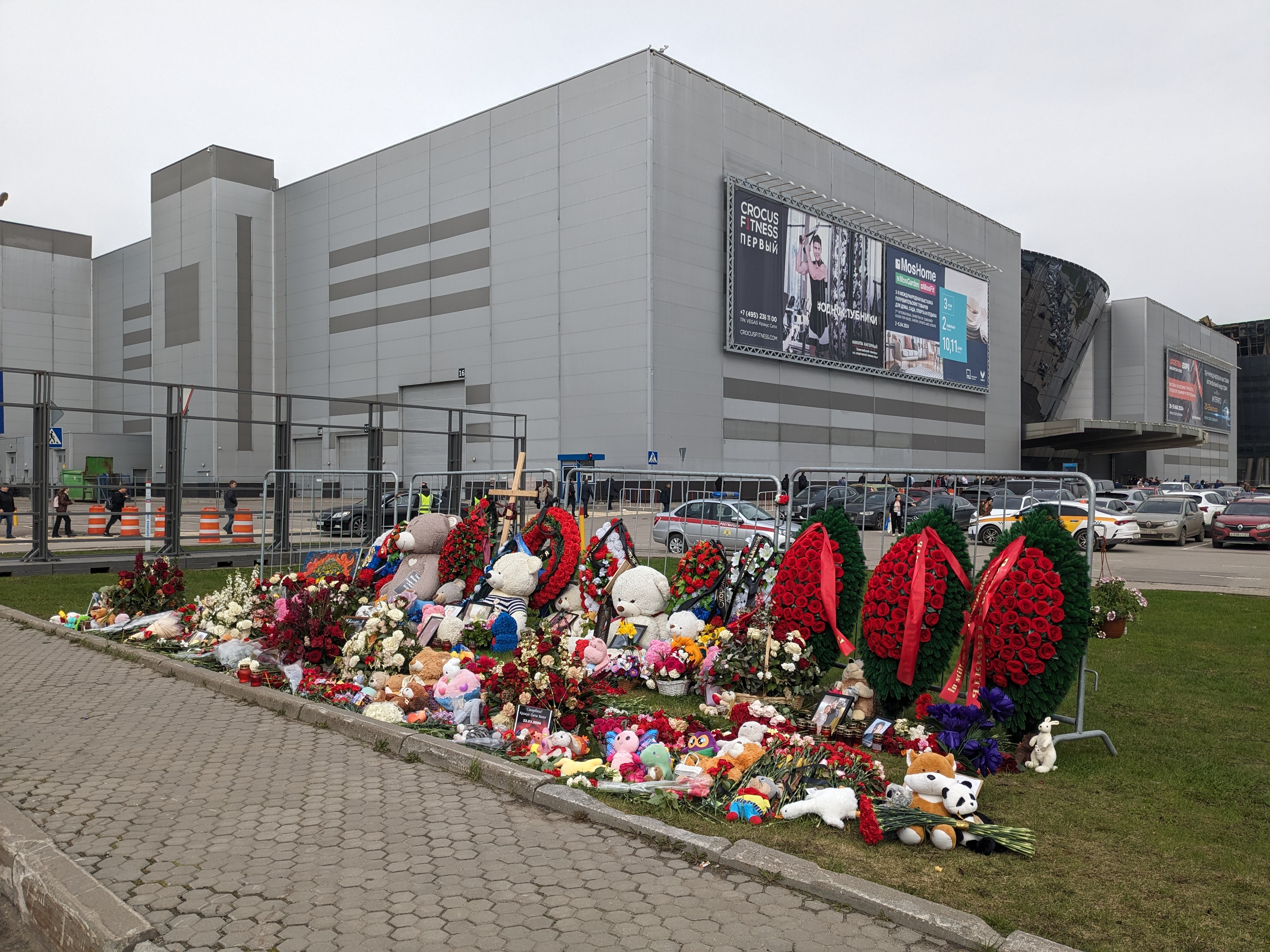
Fleurs déposées devant le Crocus City Hall.

Le 24 mars, le FSB affirme que les suspects avaient des « contacts appropriés du côté ukrainien » et qu'ils comptaient fuir dans ce pays, sans fournir d'autres détails sur la nature de ces liens ni de preuve de leur existence. Ce 24 mars, un dimanche et jour de deuil national, toutes les manifestations publiques sont annulées (comme elles l'ont été la veille) et les Russes viennent en foule faire la queue pour déposer des fleurs, des messages, des peluches au mémorial improvisé près du Crocus City Hall. Dans de très nombreuses églises orthodoxes, des prêtres rythment de prières des moments de recueillement. Les réactions des personnes qui viennent rendre cet hommage aux victimes sont partagées entre la douleur et la colère, contre les terroristes, contre les autorités russes ou contre les Ukrainiens accusés d'avoir fomenté l'attentat selon les autorités.
Le 25 mars au soir, après avoir éludé la revendication de l'EI et incriminé l'Ukraine, Vladimir Poutine s'exprime dans une nouvelle allocution télévisée et reconnait que l'attentat est l'œuvre d'islamistes radicaux, mais pour aussitôt retourner l'accusation vers l'Ukraine : « Nous savons par qui cette atrocité contre la Russie et son peuple a été commise. Nous voulons savoir qui l'a commanditée. Et la question se pose, à qui cela profite-t-il ? […] Cette atrocité ne peut être que le maillon d'une série de tentatives menées par ceux qui depuis 2014 sont en guerre contre notre pays aux mains du régime néo-nazi de Kiev. ».
Le 26 mars, l'agence de presse d'état RIA Novosti ainsi que Tass rapportent que le directeur du FSB, Alexandre Bortnikov, un proche de Vladimir Poutine, accuse les services secrets ukrainiens et occidentaux d'avoir facilité l'attentat : « Nous pensons que l'action a été préparée à la fois par des islamistes radicaux eux-mêmes et, bien entendu, facilitée par les services secrets occidentaux et que les services secrets ukrainiens eux-mêmes sont directement impliqués », mais d'après The Guardian, « sans preuve. L'Ukraine a démenti les déclarations russes qui l'accusent d'être impliquée dans l'attentat revendiqué par le groupe militant de Daech […tandis que] les pays occidentaux ont assuré que, selon leurs renseignements, l'État islamique au Khorassan, émanation afghane de l'État islamique, était responsable. ». Selon le média l'Orient XXI, Poutine aurait également accusé le groupe rebelle islamiste syrien Hay’at Tahrir Al-Cham d'être impliqué dans l'attentat du Crocus City Hall, une accusation qui pourrait lui servir de justification pour appuyer une offensive de l'armée syrienne contre la poche d'Idleb contrôlée par ce groupe rebelle.
Le 27 mars, Vladimir Poutine, qui ne s'est toujours pas rendu sur les lieux de l'attentat, fait un déplacement officiel, largement relayé par les médias russes, sur le thème de la culture, dans une petite ville à mi-chemin entre Moscou et Saint-Pétersbourg ne faisant que peu d'allusions à l'attentat ; le soir de ce même jour, le groupe Piknik, qui a dû fuir les lieux du Crocus City Hall le 22 mars, remonte sur scène à Saint-Pétersbourg, dans une salle autour de laquelle se sont déployées massivement des forces de sécurité, garde nationale et police anti-émeutes selon le média Fontanka.ru. Les recettes sont dédiées aux familles des victimes. « Après une minute de silence, PikNik a délivré une performance tout en retenue, avec une playlist spécifiquement travaillée pour cette soirée. Ce moment de communion, de deuil et de résilience sous haute protection a été rendu public uniquement sur les réseaux sociaux. Pas une image à la télévision d'État. ». Ce même mercredi, ont lieu les premiers enterrements, relatés uniquement par les médias locaux. Les autorités ont annulé environ 2 000 manifestations publiques. Un signe de l'inquiétude de la population russe est que 100 000 personnes se sont fait rembourser, depuis le 23 mars, leurs billets pris pour des événements publics payants selon le journal RBK, un journal économique russe créé en 2006.
Le 30 mars dans la matinée, un service religieux à la mémoire des victimes est organisé aux abords du Crocus City Hall, présidé par les archevêques d'Odintsovo et de Krasnogorsk, avec la bénédiction du patriarche Cyrille.

Plus tard dans la journée, au même endroit, observant une minute de silence et en déposant des fleurs après un lâcher de ballons blancs,« les chefs et employés de plus de 130 missions diplomatiques [se sont rendus sur place] soit plus de 250 personnes » annonce dans un communiqué le ministère russe des Affaires étrangères,.

Ce même jour, la présidence, souhaitant contrer l'image d'homme froid que donne Vladimir Poutine depuis l'attentat, car il n'est toujours pas allé sur les lieux, ni n'a rencontré les familles ou les blessés, Dmitri Peskov, porte-parole de la présidence, déclare dans une interview : « Le chef de l'État se sent personnellement et pleinement concerné par ce genre de tragédies. Croyez-moi, même si vous ne voyez pas de larmes sur son visage, cela ne veut pas dire qu'il ne souffre pas. ».
Le 3 avril, à son initiative, le ministre des Armées Sébastien Lecornu, presque dix-huit mois après sa dernière conversation le 23 octobre 2022, téléphone durant une heure à son homologue russe Sergueï Choïgou. Dans cet entretien, le ministre français tient à renouveler les condoléances de la France à l’égard des proches des victimes de l'attentat du 22 mars et sa compassion pour les blessés. Il dit que la France est toujours disposée à partager des informations avec la Russie concernant le contre-terrorisme islamiste. Mais son correspondant persiste à accuser l’Ukraine d’être derrière l’attentat et dans son communiqué final relatant l'appel, radicalement différent de la version française, il explicite même que les services secrets français pourraient être partie prenante de cet attentat. Le 4 avril, le président Emmanuel Macron réagit à l'occasion de l'inauguration d'un centre aquatique des Jeux olympiques de Paris : « C'est ridicule, c'est dire que la France pourrait être derrière, que les Ukrainiens sont derrière (...). Tout ça n'a aucun sens ». Il dénonce des commentaires « côté russe (...) baroques et menaçants. (…) C'est une manipulation de l'information qui fait partie de l'arsenal de la guerre tel qu'il est utilisé aujourd'hui par la Russie. ».

### Internationales
L'agence RIA Novosti relate que dès le 23 mars, des diplomates occidentaux, américains et européens, ainsi que de pays africains et d'Amérique latine, vont sur le site de l'attentat pour y déposer des fleurs et observer une minute de silence.
- Afghanistan : le porte-parole du ministère des Affaires étrangères, via son compte X et le The Kabul Times Daily (en), « condamne dans les termes les plus fermes la récente attaque terroriste à Moscou, en Russie, revendiquée par Daesh et la considère comme une violation flagrante de toutes les normes humaines »[90].
- Afrique du Sud : le président sud-africain Cyril Ramaphosa adresse un message de condoléances au peuple russe[91].
- Algérie : le ministère des Affaires étrangères, dans un communiqué, condamne l'attaque avec « la plus extrême vigueur » et la qualifie de « lâche et abjecte »[92].
- Allemagne : le chancelier allemand Olaf Scholz condamne « la terrible attaque terroriste contre des spectateurs innocents lors d'un concert à Moscou ». « Nos pensées vont aux familles des victimes et à tous les blessés », ajoute le dirigeant dans un message publié sur le réseau social X[93].
- Belgique : le ministère des Affaires étrangères assure que la Belgique « est consternée » par la fusillade et présente ses condoléances[94].
- Burkina Faso : le communiqué burkinabé du ministère des affaires du Burkina Faso indique « Le gouvernement du Burkina Faso condamne fermement cet acte odieux et inhumain au cours duquel des civils innocents ont été tués et de nombreux autres blessés »[95].
- Chine : le président chinois Xi Jinping envoie un message de condoléances à son homologue russe Vladimir Poutine. La Chine « condamne vigoureusement l'attaque terroriste et soutient fermement les efforts du gouvernement russe pour sauvegarder sa sécurité et sa stabilité nationales »[96].
- Corée du Sud : la Corée du Sud déclare « condamner l'horrible attentat terroriste » et « partage la douleur du peuple russe. Nous espérons qu'une enquête rapide permettra de révéler clairement qui est à l'origine de cet attentat »[96].
- Égypte : dans un communiqué publié le 22 mars par son ministère des Affaires étrangères, l'Égypte « réaffirme sa ferme condamnation et son rejet complet de toutes les formes de violence et de terrorisme » et « exprime ses sincères condoléances et sa sincère sympathie au gouvernement et au peuple russes amis dans cette douloureuse tragédie »[97].
- Espagne : le ministre des Affaires étrangères espagnol dit être « choqué » par l'attaque meurtrière[98].
- États-Unis : John Kirby, le porte-parole du Conseil de sécurité nationale, déclare que les images de l'attaque « sont tout simplement horribles et difficiles à regarder »[99]. Le chef de la diplomatie américaine, Antony Blinken, déclare : « Nous exprimons notre solidarité avec le peuple russe qui pleure les pertes humaines après cet événement atroce »[74]. La Maison-Blanche condamne, elle aussi, un « attentat terroriste odieux », et rappelle que « L'État islamique est un ennemi terroriste commun qui doit être vaincu partout »[74].
- Éthiopie : le ministère éthiopien des Affaires étrangères déclare qu'il « condamne l'attaque terroriste barbare et odieuse contre des civils innocents » et « présente ses sincères condoléances aux familles des personnes tuées dans l'attaque terroriste et au gouvernement de la fédération de Russie »[95].
- France : « Les images qui nous parviennent de Moscou sont terribles. Nos pensées vont aux victimes et blessés et au peuple russe. Toute la lumière doit être faite sur ces actes odieux », réagit le ministre français des Affaires étrangères Stéphane Séjourné dans un message posté sur le réseau social X[100].
- Hamas : un communiqué diffusé sur Telegram affirme que le mouvement « condamne l'attaque terroriste perpétrée contre des civils à Moscou » et a présenté « ses plus sincères condoléances aux dirigeants et au peuple russe »[101].
- Inde : le Premier ministre indien Narendra Modi déclare : « Nous condamnons fermement l'odieux attentat terroriste perpétré à Moscou, l'Inde est solidaire du gouvernement et du peuple de la fédération de Russie en ce moment de deuil »[96].
- Iran : le ministre iranien des Affaires étrangères « condamne fermement l'attentat terroriste » et souligne qu'une « lutte conjointe et efficace contre le terrorisme nécessite une action sérieuse et non discriminatoire de la communauté internationale »[102].
- Italie : le gouvernement italien dénonce un « acte odieux de terrorisme »[98].
- Japon : le Japon « condamne fermement une telle attaque contre des civils »[102].
- Kenya : le Kenya condamne l'attentat « barbare et contraire à tous les principes fondamentaux de notre humanité commune »[102].
- Liban : le Premier ministre libanais, Najib Mikati, écrit à Vladimir Poutine pour exprimer « sa pleine solidarité avec la Russie »[102].
- Mali : le président de la transition malienne publie un communiqué « Le Président de transition et le peuple du Mali expriment leurs sincères condoléances et leur profonde sympathie au Président de la Fédération de Russie, au peuple russe et aux familles des victimes innocentes et souhaitent un prompt rétablissement aux blessés »[95].
- Maroc : dans un communiqué, le ministère des Affaires étrangères condamne fermement l'attaque terroriste[95].
- Mexique : le ministère des Affaires étrangères du Mexique déclare « Nous déplorons la perte regrettable de vies humaines »[102].
- ONU : le secrétaire général des Nations unies condamne avec la plus grande fermeté l'attentat terroriste meurtrier perpétré vendredi dans une salle de concert à l'extérieur de Moscou[103].
- Pologne : le ministre des Affaires étrangères Radosław Sikorski annonce sur TVN24 : « La Pologne condamne le terrorisme sous toutes ses formes »[104],[105].
- Tunisie : dans un communiqué, le ministère des Affaires étrangères condamne fermement l'attaque et exprime son entière solidarité avec la Russie[106].
- Turquie : le président turc Recep Tayyip Erdoğan « condamne fermement cette attaque terroriste haineuse contre des civils innocents »[96].
- Ukraine : alors que dès le soir même du 22 mars, des responsables russes suggèrent que Kiev pourrait être derrière l'attaque[74], le président ukrainien Volodymyr Zelensky réagit aussitôt aux accusations russes en assurant n'avoir « rien à voir » avec l'attentat. « Ce qui s'est passé hier [vendredi 22 mars] à Moscou est évident : Poutine et les autres salauds essaient juste de rejeter la faute sur quelqu'un d'autre. Ils utilisent toujours les mêmes méthodes »[74]. Mykhaïlo Podoliak, un de ses principaux conseillers, confirme que « l'Ukraine n'a jamais eu recours à des méthodes terroristes » et ajoute que « tout se décidera sur le champ de bataille ». La Légion « Liberté de la Russie » nie également toute implication. Le renseignement militaire ukrainien, déclare pour sa part, avant la revendication de l'État islamique : « L'attentat terroriste de Moscou est une provocation planifiée et délibérée des services spéciaux russes sur ordre de Poutine. […] Son objectif est de justifier des frappes encore plus dures contre l'Ukraine et une mobilisation totale en Russie »[107].
- Union africaine : le président de la Commission de l'Union africaine Moussa Faki Mahamat se dit « choqué » par une « horrible attaque terroriste », en adressant ses condoléances « aux familles endeuillées, au peuple et au gouvernement » russes[102].
- Union européenne : Peter Stano, porte-parole de l'Union européenne, déclare : « L'UE est choquée et consternée »[98].
- Uruguay : dans un communiqué du ministère des Affaires étrangères, le gouvernement uruguayen condamne l'attaque et exprime sa solidarité avec le peuple russe et les familles des victimes. Il réitère également son rejet du terrorisme sous toutes ses manifestations[108].
- Vatican : à l'issue de la messe des Rameaux, le pape François condamne ce « lâche attentat terroriste » qu'il qualifie d'« action inhumaine qui offense Dieu »[109].
- Venezuela : le président du Venezuela Nicolás Maduro déclare : « Nous exprimons notre soutien au président Vladimir Poutine et nous élevons la voix pour rejeter catégoriquement tout acte de violence »[102].

## Analyses

### Considérations sur l'usage de la torture durant les interrogatoires
Les signes évidents de tortures infligées, lors de leur interrogatoire, aux assaillants présumés et que Moscou ne cherche nullement à cacher, ne manquent pas d'interroger les analystes internationaux. Cette violence d'État semble non seulement assumée, mais aussi médiatisée. C'est « inédit en Russie », affirme Stephen Hall, spécialiste de la Russie à l'université de Bath, en Angleterre. Les services russes de sécurité sont réputés ne pas être tendres pendant leurs interrogatoires, « mais jusqu'à présent les autorités cherchaient à dissimuler le plus possible cet aspect », confirme Jeff Hawn, spécialiste de la Russie à la London School of Economics, y compris en ce qui concerne la récente mort d'Alexeï Navalny. Ce revirement d'attitude est analysé par ces universitaires comme la certitude qu'a le pouvoir que « l'opinion publique russe a une tolérance au recours à la torture très élevée dans trois cas : le terrorisme, les crimes contre les enfants et les affaires de tueurs en série » selon Olga Sadovskaya, membre de L’Équipe contre la torture, une ONG russe, interrogée par le quotidien russe indépendant The Moscow Times. Peu de risque d'une critique sévère donc. C'est aussi une façon de montrer que le pouvoir est fort et veut « dissuader d'autres potentiels terroristes de passer à l'acte » selon Stephen Hall. Le pouvoir cherche aussi à reprendre la main sur le « narratif autour de cet attentat en se faisant passer pour les "durs" qui n'ont pas peur de frapper fort pour protéger la population », souligne Jeff Hawn.

C'est d'autant plus important pour Moscou d'afficher sa détermination sans faille, que les forces de sécurité ont été au moment de l'attentat très critiquées. « L'attaque terroriste a mis en lumière la "mascarade" du dispositif sécuritaire russe », juge ainsi le spécialiste de la Russie Jeremy Morris, dans une tribune publiée dans The Moscow Times. « Le pouvoir russe a longtemps cherché une validation de la part de l'Occident pour une meilleure coexistence, notamment en se montrant attaché à la défense formelle des droits de l'homme. Mais depuis février 2022, plus la peine de se donner tant de mal puisque l'Occident est devenu l'ennemi. D'où cette banalisation de la violence », explique Jeff Hawn. « L'établissement de la vérité n'est pas une priorité pour les autorités russes », estime Stephen Hall, car les aveux obtenus sous la torture n'ont pas de valeur juridique, ni en droit international ni en droit russe.